# Lijst van burgemeesters van Zuid- en Noord-Schermer
Dit is een lijst van burgemeesters van de voormalige Nederlandse gemeente Zuid- en Noord-Schermer tot die gemeente in 1970 fuseerde met Oterleek en Schermerhorn tot de gemeente Schermer.
| Ambtsperiode | Naam burgemeester        | Partij of stroming   | Bijzonderheden                                                                                                 |
| ------------ | ------------------------ | -------------------- | --- |
| 18?? - 18??  | Pieter Olij              |                      | |
| 18?? - 1852  | Cornelis Olij            |                      | |
| 1852 - 1857  | Bouwen (B.) Geel         |                      | tevens burgemeester van Graft (1850-1873)                                                                      |
| 1857 - 1868  | Pieter (P.) Olij Cz      |                      | |
| 1868 - 1877  | P. Honig                 |                      | |
| 1877 - 18??  | C. Olij                  |                      | |
| 1882 - 1893  | K. Olij Cz.              |                      | |
| 1893 - 1903  | W. Boes                  |                      | |
| 1904 - 1906  | P. Olij                  |                      | later burgemeester van Buiksloot                                                                               |
| 1907 - 1917  | C. de Boer               |                      | |
| 1917 - 1919  | Pieter (P.) Kooiman      |                      | aansluitend burgemeester van Wormer                                                                            |
| 1919 - 1934  | C. de Groot              |                      | |
| 1934 - 1941  | H.F.W. Kolb              | VDB, na mei 1940 NSB | later burgemeester van Aalsmeer                                                                                |
| 1941 - 1943  | J.D. Rigbers             | NSB                  | |
| 1946 - 1968  | Willem Johannes Driessen |                      | tevens burgemeester van Schermerhorn                                                                           |
| 1968 - 1970  | Sijbrand (S.) Schagen    | PvdA                 | vanaf 1965 al burgemeester van Oterleek, tevens burgemeester van Schermerhorn, later burgemeester van Schermer |